# Paradoxornis paradoxus
Paradoxornis paradoxus é uma espécie de ave da família Sylviidae.
É endémica da China.
Os seus habitats naturais são: florestas temperadas.